# 社会主义人民阵线
社会主义人民阵线（缩写为SLF）是立陶宛的一个共产主义政党。该党成立于2009年12月19日，由阵线党和立陶宛社会党合并而成。它的意识形态是共产主义、马克思列宁主义（但由于立陶宛当局的反共政策，该党对外宣称以民主社会主义为指导思想）。2018年10月21日，该党分裂出社会党。

## 意識形態
尽管该党在经济問題上属于左翼，经常发表攻击自由市場经济的言论，但在性少數者权利和移民政策等社会问题上却持保守观点。該黨成员谢尔盖尤斯·索科洛瓦斯曾宣称，左翼人士不應該支持性少数者，而应该打击性少数群体，他还将LGBT运动的支持者称为“tolerasts”，在立陶宛语中这是仇恨言论团体经常使用的将宽容代替恋童的双关语。